# Hausten
Hausten település Németországban, Rajna-vidék-Pfalz tartományban. Lakosainak száma 376 fő (2023. december 31.).

## Népesség
A település népességének változása:
| Lakosok száma | 326  | 380  | 371  | 384  | 384  | 376  |
|               | 1975 | 2017 | 2019 | 2021 | 2022 | 2023 |